# Liste der Biografien/Chh
Liste der Biografien |
Portal Biografien |
Personensuche
# |
A |
B |
C |
D |
E |
F |
G |
H |
I |
J |
K |
L |
M |
N |
O |
P |
Q |
R |
S |
T |
U |
V |
W |
X |
Y |
Z |
?
 
Ca |
Cb |
Cc |
Ce |
Ch |
Ci |
Cj |
Ck |
Cl |
Cm |
Cn |
Co |
Cr |
Cs |
Ct |
Cu |
Cv |
Cw |
Cy |
Cz
 
Cha |
Chb |
Che |
Chh |
Chi |
Chk |
Chl |
Chm |
Chn |
Cho |
Chr |
Cht |
Chu |
Chv |
Chw |
Chy
Die Liste der Biografien führt alle Personen auf, die in der deutschsprachigen Wikipedia einen Artikel haben. Dieses ist eine Teilliste mit 16 Einträgen von Personen, deren Namen mit den Buchstaben „Chh“ beginnt.

## Chh

### Chha
- Chhatrasal (1649–1731), Herrscher von Bundelkhand
- Chhatwal, Survir Jit Singh (* 1931), indischer Diplomat

### Chhe
- Chheda, Tanay (* 1996), indischer Schauspieler
- Chhetri, Prajwol, nepalesischer Fußballschiedsrichter
- Chhetri, Sunil (* 1984), indischer FußballspielerSunil Chhetri (* 1984)

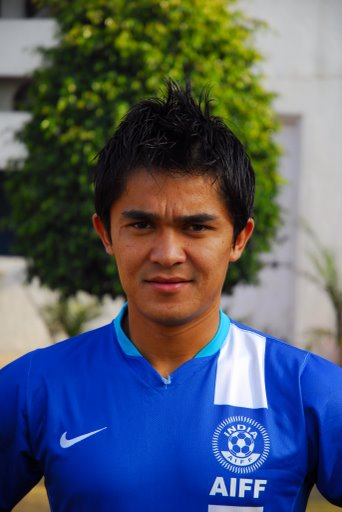
Sunil Chhetri (* 1984)

### Chhi
- Chhiba, Reshma (* 1983), südafrikanische bildende Künstlerin
- Chhim, Sotheara, kambodschanischer Psychiater
- Chhimed Rigdzin (1922–2002), tibetischer Lama und Linienhalter der Nyingma-Schule des tibetischen Buddhismus
- Chhiri, Ghizlane (* 1994), marokkanische Fußballspielerin
- Chhiv, Isabella (* 2005), US-amerikanische Tennisspielerin

### Chho
- Chhoden, Karma (* 1966), bhutanische Bogenschützin
- Chhoeda, Jigme (* 1955), bhutanischer oberster geistlicher Würdenträger
- Chhon, Ret (* 1940), kambodschanischer Radrennfahrer
- Chhour, Karen (* 1981), neuseeländische Politikerin der Partei ACT New Zealand
- Chhozom, Tashi, bhutanische Richterin

### Chhu
- Chhun, Bunthorn (* 1993), kambodschanischer Mittelstreckenläufer